# 金都大桥
金都大桥位于中国黑龙江省哈尔滨市阿城区，是跨越阿什河的一座桥梁。2010年5月1日开工，2011年8月15日通车。
大桥全长420米，宽20米，双向4车道。